# Норт-Аламо (Техас)
Норт-Аламо (англ. North Alamo) — переписна місцевість (CDP) в США, в окрузі Ідальго штату Техас. Населення — 3722 особи (2020).

## Географія
Норт-Аламо розташований за координатами 26°12′57″ пн. ш. 98°7′34″ зх. д. / 26.21583° пн. ш. 98.12611° зх. д. (26.215804, -98.126048).  За даними Бюро перепису населення США в 2010 році переписна місцевість мала площу 3,80 км², уся площа — суходіл.

## Демографія
Згідно з переписом 2010 року, у переписній місцевості мешкало 3235 осіб у 807 домогосподарствах у складі 707 родин. Густота населення становила 851 особа/км².  Було 1039 помешкань (273/км²). 
Расовий склад населення:
| - 99,1 % — білих - 0,2 % — чорних або афроамериканців - 0,1 % — корінних американців |

До двох чи більше рас належало 0,1 %. Іспаномовні складали 93,0 % від усіх жителів.
За віковим діапазоном населення розподілялося таким чином: 40,6 % — особи молодші 18 років, 52,8 % — особи у віці 18—64 років, 6,6 % — особи у віці 65 років та старші. Медіана віку мешканця становила 23,8 року. На 100 осіб жіночої статі у переписній місцевості припадало 98,0 чоловіків;  на 100 жінок у віці від 18 років та старших — 94,7 чоловіків також старших 18 років.
Середній дохід на одне домашнє господарство  становив 42 655 доларів США (медіана — 31 810), а середній дохід на одну сім'ю — 46 372 долари (медіана — 41 146). За межею бідності перебувало 24,2 % осіб, у тому числі 30,5 % дітей у віці до 18 років та 22,2 % осіб у віці 65 років та старших.
Цивільне працевлаштоване населення становило 1325 осіб. Основні галузі зайнятості: освіта, охорона здоров'я та соціальна допомога — 21,5 %, роздрібна торгівля — 18,9 %, будівництво — 13,0 %, транспорт — 12,0 %.